# 李鹤东
李鶴東（1988年11月24日—），本名李冬，藝名鶴東。

## 经历
李鶴東于2012年7月7日，随“鶴”字科第二批拜师成为“二鶴”成员，現為德云二队隊長，搭檔是謝金。
- 與朋友在南京合資開設鶴局酒館。
- 2017年 2月 5日 開始與搭檔谢金合作演出。
- 2018年 与搭档谢金获得《相声有新人》亚军。

## 演出相關

#### 網路劇
| 首播年份 | 播出平台 | 節目名稱     | 角色     | 備註 |
| 2022年   | 愛奇藝   | 《瓦舍江湖》 | 歐陽瓜棚 |      |

#### 常駐综艺
| 首播日期 | 首播日期         | 電視臺   | 節目名稱       | 備註 |
| 2018年   | 8月11日-10月27日 | 東方衛視 | 《相聲有新人》 | 亞軍 |

## 外部連結
- 李鹤东的新浪微博

| 从师   | 辈分   | 收徒 |
| 郭德綱 | 第九代 | —    |